# 1971 no cinema

## Principais filmes estreados
- Duel, Steven Spielberg with Dennis Weaver Jacqueline Scott Eddie Firestone and Lou Frizzell(Driver Truck)
- 10 Rillington Place, de Richard Fleischer, com Richard Attenborough e John Hurt
- The Anderson Tapes, de Sidney Lumet, com Sean Connery, Dyan Cannon, Martin Balsam e Christopher Walken
- The Andromeda Strain, de Robert Wise, com David Wayne
- The Beguiled, de Don Siegel, com Clint Eastwood e Geraldine Page
- The Big Boss, de Lo Wei, com Bruce Lee e Nora Miao
- The Boy Friend, de Ken Russell, com Twiggy
- Carnal Knowledge, de Mike Nichols, com Jack Nicholson, Candice Bergen, Ann-Margret, Rita Moreno e Art Garfunkel
- Le chat, de Pierre Granier-Deferre, com Jean Gabin e Simone Signoret
- La classe operaia va in paradiso, de Elio Petri, com Gian Maria Volonté
- A Clockwork Orange, de Stanley Kubrick, com Malcolm McDowell
- Como Era Gostoso o Meu Francês, de Nelson Pereira dos Santos, com Arduíno Colassanti
- Il Decameron, de Pier Paolo Pasolini
- Deep End, de Jerzy Skolimowski, com Jane Asher
- Les Deux Anglaises et le Continent, de François Truffaut, com Jean-Pierre Léaud
- The Devils, de Ken Russell, com Vanessa Redgrave e Oliver Reed
- Diamonds Are Forever, de Guy Hamilton, com Sean Connery e Jill St. John
- Dirty Harry, de Don Siegel, com Clint Eastwood
- Fiddler on the Roof, de Norman Jewison, com Topol
- The French Connection, de William Friedkin, com Gene Hackman, Fernando Rey e Roy Scheider
- Get Carter, de Mike Hodges, com Michael Caine
- Gishiki, de Nagisa Ōshima
- Giù la testa, de Sergio Leone, com Rod Steiger e James Coburn
- Händler der vier Jahreszeiten, de Rainer Werner Fassbinder, com Hanna Schygulla
- Harold and Maude, de Hal Ashby, com Ruth Gordon
- The Hospital, de Arthur Hiller, com George C. Scott
- Johnny Got His Gun, de Dalton Trumbo, com Timothy Bottoms
- King Lear, de Peter Brook, com Paul Scofield e Jack MacGowran
- Klute, de Alan J. Pakula, com Jane Fonda, Donald Sutherland e Roy Scheider
- The Last Picture Show, de Peter Bogdanovich, com Timothy Bottoms, Jeff Bridges, Cybill Shepherd, Cloris Leachman, Ellen Burstyn e Randy Quaid
- Mary, Queen of Scots, de Charles Jarrott, com Vanessa Redgrave, Glenda Jackson, Trevor Howard, Timothy Dalton e Ian Holm
- Max et les ferrailleurs, de Claude Sautet, com Michel Piccoli e Romy Schneider
- McCabe & Mrs. Miller, de Robert Altman, com Warren Beatty, Julie Christie e Shelley Duvall
- Minnie and Moskowitz, de John Cassavetes, com Gena Rowlands
- Morte a Venezia, de Luchino Visconti, com Dirk Bogarde, Björn Andrésen, Marisa Berenson e Silvana Mangano
- Pink Narcissus, de James Bidgood, com Charles Ludlam
- The Omega Man, de Boris Sagal, com Charlton Heston e Anthony Zerbe
- Out 1, noli me tangere, de Jacques Rivette, com Jean-Pierre Léaud
- The Panic in Needle Park, de Jerry Schatzberg, com Al Pacino, Kitty Winn e Raúl Juliá
- Play Misty for Me, de Clint Eastwood, com Clint Eastwood e Jessica Walter
- Quatre nuits d'un rêveur, de Robert Bresson
- Sacco e Vanzetti, de Giuliano Montaldo, com Gian Maria Volonté
- Le souffle au coeur, de Louis Malle, com Léa Massari e Daniel Gélin
- Straw Dogs, de Sam Peckinpah, com Dustin Hoffman e Susan George
- Summer of '42, de Robert Mulligan, com Jennifer O'Neill
- Sunday Bloody Sunday, de John Schlesinger, com Peter Finch, Glenda Jackson e Peggy Ashcroft
- They Might Be Giants, de Anthony Harvey, com George C. Scott e Joanne Woodward
- THX 1138, de George Lucas, com Robert Duvall e Donald Pleasence
- Trafic, de e com Jacques Tati
- The Tragedy of Macbeth, de Roman Polanski, com Jon Finch
- The Trojan Women, de Michael Cacoyannis, com Katharine Hepburn, Vanessa Redgrave e Irene Papas
- Trzecia czesc nocy, de Andrzej Zulawski
- Utvandrarna, de Jan Troell, com Max von Sydow e Liv Ullmann
- Vanishing Point, de Richard C. Sarafian, com Barry Newman, Cleavon Little e Dean Jagger
- Viva la muerte, de Fernando Arrabal
- W.R. - Misterije organizma, de Dušan Makavejev
- Walkabout, de Nicolas Roeg, com Jenny Agutter
- Warnung vor einer heiligen Nutte, de Rainer Werner Fassbinder, com Lou Castel e Hanna Schygulla
- Willy Wonka & the Chocolate Factory, de Mel Stuart, com Gene Wilder

## Nascimentos
| Data            | Nome                 | Profissão                                                      | Nacionalidade           | Observações | Ref |
| --------------- | -------------------- | -------------------------------------------------------------- | ----------------------- | ----------- | --- |
| 7 de janeiro    | Jeremy Renner        | Ator                                                           | Estados Unidos          |             |     |
| 12 de janeiro   | Fernando Pavão       | Ator (cinema, tv e teatro)                                     | Brasil                  |             |     |
| 19 de Janeiro   | Shawn Wayans         | ator e comediante                                              | Estados Unidos          |             |     |
| 1 de fevereiro  | Adriana Lessa        | atriz                                                          | Brasil                  |             |     |
| 15 de fevereiro | Renée O'Connor       | atriz e diretora                                               | Estados Unidos          |             |     |
| 17 de fevereiro | Denise Richards      | atriz                                                          | Estados Unidos          |             |     |
| 25 de fevereiro | Sean Astin           | ator, diretor e produtor                                       | Estados Unidos          |             |     |
| 8 de março      | Letícia Sabatella    | atriz e cantora                                                | Brasil                  |             |     |
| 11 de março     | Johnny Knoxville     | ator                                                           | Estados Unidos          |             |     |
| 22 de março     | Will Yun Lee         | ator                                                           | Estados Unidos          |             |     |
| 31 de março     | Ewan McGregor        | ator                                                           | Reino Unido             |             |     |
| 12 de abril     | Shannen Doherty      | atriz                                                          | Estados Unidos          |             |     |
| 12 de maio      | Jamie Luner          | atriz                                                          | Estados Unidos          |             |     |
| 14 de maio      | Sofia Coppola        | cineasta e atriz                                               | Estados Unidos          |             |     |
| 26 de maio      | Matt Stone           | animador, roteirista, diretor cinematográfico, dublador e ator | Estados Unidos          |             |     |
| 27 de maio      | Paul Bettany         | ator                                                           | Reino Unido             |             |     |
| 5 de Junho      | Mark Wahlberg        | ator e cantor                                                  | Estados Unidos          |             |     |
| 20 de junho     | Tiago Guedes         | cineasta                                                       | Portugal                |             |     |
| 13 de julho     | Murilo Benício       | ator (cinema, tv e teatro)                                     | Brasil                  |             |     |
| 16 de julho     | Corey Feldman        | ator                                                           | Estados Unidos          |             |     |
| 21 de julho     | Charlotte Gainsbourg | atriz e cantora                                                | França                  |             |     |
| 24 de julho     | Patty Jenkins        | diretora e roteirista                                          | Estados Unidos          |             |     |
| 6 de agosto     | Merrin Dungey        | atriz                                                          | Estados Unidos          |             |     |
| 7 de agosto     | Sydney Penny         | atriz                                                          | Estados Unidos          |             |     |
| 10 de agosto    | Fábio Assunção       | ator                                                           | Brasil                  |             |     |
| 13 de agosto    | David Monahan        | ator                                                           | Estados Unidos          |             |     |
| 14 de agosto    | Raoul Bova           | ator                                                           | Itália                  |             |     |
| 20 de agosto    | Ke Huy Quan          | ator                                                           | Vietname Estados Unidos |             |     |
| 26 de agosto    | Thalía               | atriz e cantora                                                | México                  |             |     |
| 31 de agosto    | Chris Tucker         | ator                                                           | Estados Unidos          |             |     |
| 8 de setembro   | David Arquette       | ator                                                           | Estados Unidos          |             |     |
| 9 de setembro   | Henry Thomas         | ator                                                           | Estados Unidos          |             |     |
| 21 de setembro  | Alfonso Ribeiro      | ator, dançarino e cantor                                       | Estados Unidos          |             |     |
| 27 de setembro  | Amanda Detmer        | atriz                                                          | Estados Unidos          |             |     |
| 27 de setembro  | Caco Ciocler         | ator                                                           | Brasil                  |             |     |
| 28 de setembro  | Patrícia França      | atriz                                                          | Brasil                  |             |     |
| 29 de outubro   | Winona Ryder         | atriz                                                          | Estados Unidos          |             |     |
| 9 de novembro   | Melinda Kinnaman     | atriz (cinema, tv e teatro)                                    | Suécia                  |             |     |
| 15 de novembro  | Jay Harrington       | ator                                                           | Estados Unidos          |             |     |
| 25 de novembro  | Christina Applegate  | atriz                                                          | Estados Unidos          |             |     |
| 1 de dezembro   | Emily Mortimer       | atriz                                                          | Reino Unido             |             |     |
| 26 de dezembro  | Jared Leto           | ator e cantor                                                  | Estados Unidos          |             |     |

## Mortes
| Data           | Nome               | Profissão                        | Nacionalidade  | Observações | Ref |
| -------------- | ------------------ | -------------------------------- | -------------- | ----------- | --- |
| 3 de março     | António Silva      | ator                             | Portugal       | n. 1886     |     |
| 15 de julho    | Bill Thompson      | cantor, ator de rádio e dublador | Estados Unidos | n. 1913     |     |
| 23 de julho    | Van Heflin         | ator                             | Estados Unidos | n. 1910     |     |
| 10 de setembro | Pier Angeli        | atriz                            | Itália         | n. 1932     |     |
| ??             | Armando de Miranda | jornalista e cineasta            | Portugal       | n. 1904     |     |